# Petersianthus quadrialatus
Petersianthus quadrialatus är en tvåhjärtbladig växtart som beskrevs av Elmer Drew Merrill. Petersianthus quadrialatus ingår i släktet Petersianthus och familjen Lecythidaceae. Inga underarter finns listade i Catalogue of Life.